# Сан-Педру-ди-Гафаньоэйра
Сан-Пе́дру-ди-Гафаньоэ́йра (порт.  São Pedro de Gafanhoeira) — фрегезия (район) в муниципалитете Аррайолуш округа Эвора в Португалии. Территория — 45,17 км². Население — 623 жителей. Плотность населения — 13,8 чел/км².